# تاریخچه بریتیش ایرویز

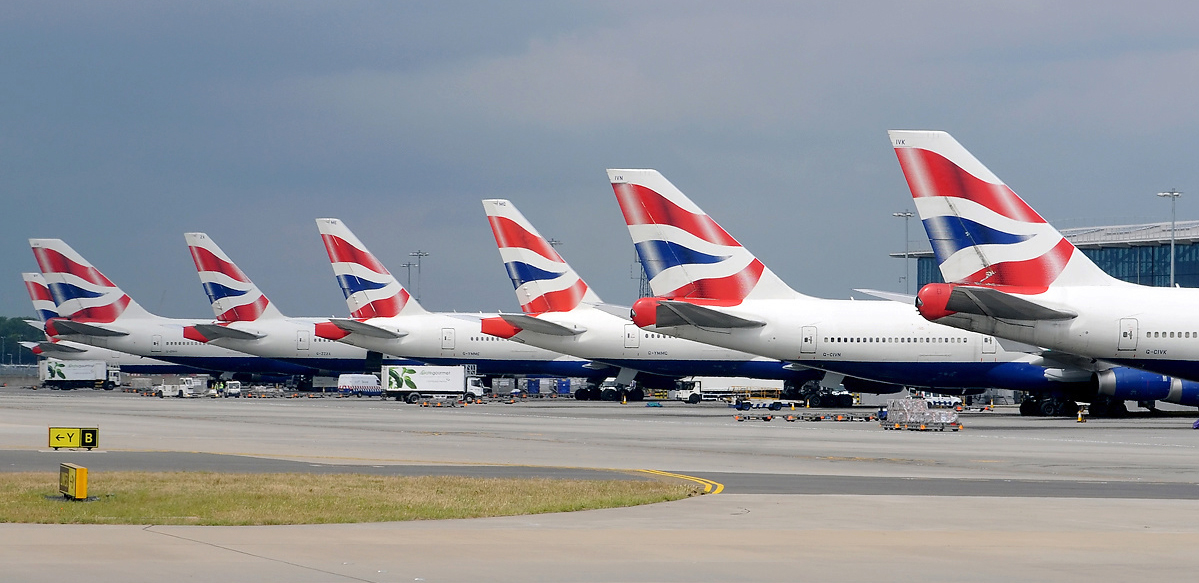
فرودگاه هیترو از زمان تشکیل آن، مرکز اصلی بریتیش ایرویز بوده‌است. بیشترین فعالیت از سال ۲۰۰۸ در مجتمع ترمینال ۵ مستقر شده‌است.

بریتیش ایرویز (BA)، شرکت هواپیمایی ملی بریتانیا، در سال ۱۹۷۴ با ادغام دو شرکت بزرگ هواپیمایی بریتانیا، شرکت بریتیش اوورز ایرویز (BOAC) و بریتیش اروپایی ایرویز (BEA) و همچنین شامل دو شرکت هواپیمایی منطقه‌ای کوچکتر ایرویز و نورث ایست ایرلاینز تشکیل شد. این ادغام تکمیل فرایند ادغام بود که در سال ۱۹۷۱ با تأسیس هیئت هواپیمایی بریتیش ایرویز آغاز شد، نهادی که توسط دولت بریتانیا برای کنترل عملیات و امور مالی BOAC و BEA ایجاد شد، که در ابتدا به عنوان نهادهای جداگانه به حیات خود ادامه دادند.
بریتیش ایرویز هواپیمای مافوق صوت کنکورد را در سال ۱۹۷۶ خریداری کرد و آن را در خدمات فراآتلانتیک به کار گرفت. در همان سال، تنها پروازهای بین‌المللی به آمریکای شمالی و آسیای جنوب شرقی را از کالدونین بریتانیا به عهده گرفت. تشکیل ویرجین آتلانتیک در سال ۱۹۸۴ یک رقابت تنش‌آمیز را آغاز کرد که منجر به «یکی از تلخ‌ترین و طولانی‌ترین اقدامات افترا در تاریخ هوانوردی» شد.
بریتیش ایرویز تحت رهبری رئیس جان کینگ و مدیر عامل کالین مارشال، در فوریه ۱۹۸۷ خصوصی شد و در ژوئیه همان سال، تسخیر بریتیش کالدونین را آغاز کرد. پس از خصوصی‌سازی، بریتیش ایرویز وارد دوره‌ای از رشد سریع شد که منجر به استفاده از شعار «ایرلاین محبوب جهان» شد و در اوایل دهه ۱۹۹۰ بر رقبای داخلی خود تسلط یافت. در اواسط دهه ۱۹۹۰ که با افزایش رقابت و هزینه‌های بالاتر مواجه شد، باب آیلینگ، مدیرعامل، تلاش‌های بازسازی را رهبری کرد که منجر به درگیری‌های اتحادیه‌های کارگری شد. این شرکت همچنین در خطوط هوایی منطقه‌ای اروپایی سرمایه‌گذاری کرد، به مشارکت خطوط هوایی بین‌المللی علاقه‌مند شد و یک کمپین بحث‌برانگیز تغییر نام تجاری رنگ‌های قومی را انجام داد.
در اوایل دهه ۲۰۰۰، راد ادینگتون، مدیر عامل شرکت، کاهش هزینه‌ها، بازنشستگی کنکورد و حذف اقوام قومی را به اجرا گذاشت. در زمان ویلی والش، که در سال ۲۰۰۵ مدیرعامل شد، بریتیش ایرویز با یک رسوایی تثبیت قیمت مواجه شد، مرکز اصلی خود را به ترمینال ۵ هیترو منتقل کرد و تهدیدات مربوط به اقدامات صنعتی را تجربه کرد که منجر به اعتصاب در مارس ۲۰۱۰ شد. در ۸ آوریل ۲۰۱۰، تأیید شد که بریتیش ایرویز و ایبریا ایرلاینز با ادغام موافقت کرده‌اند و گروه خطوط هوایی بین‌المللی را تشکیل می‌دهند این خط هوایی ترکیبی از نظر درآمد سالانه سومین شرکت هواپیمایی بزرگ جهان (پس از خطوط هوایی دلتا و امریکن ایرلاینز) شد.

## خاستگاه و شکل‌گیری

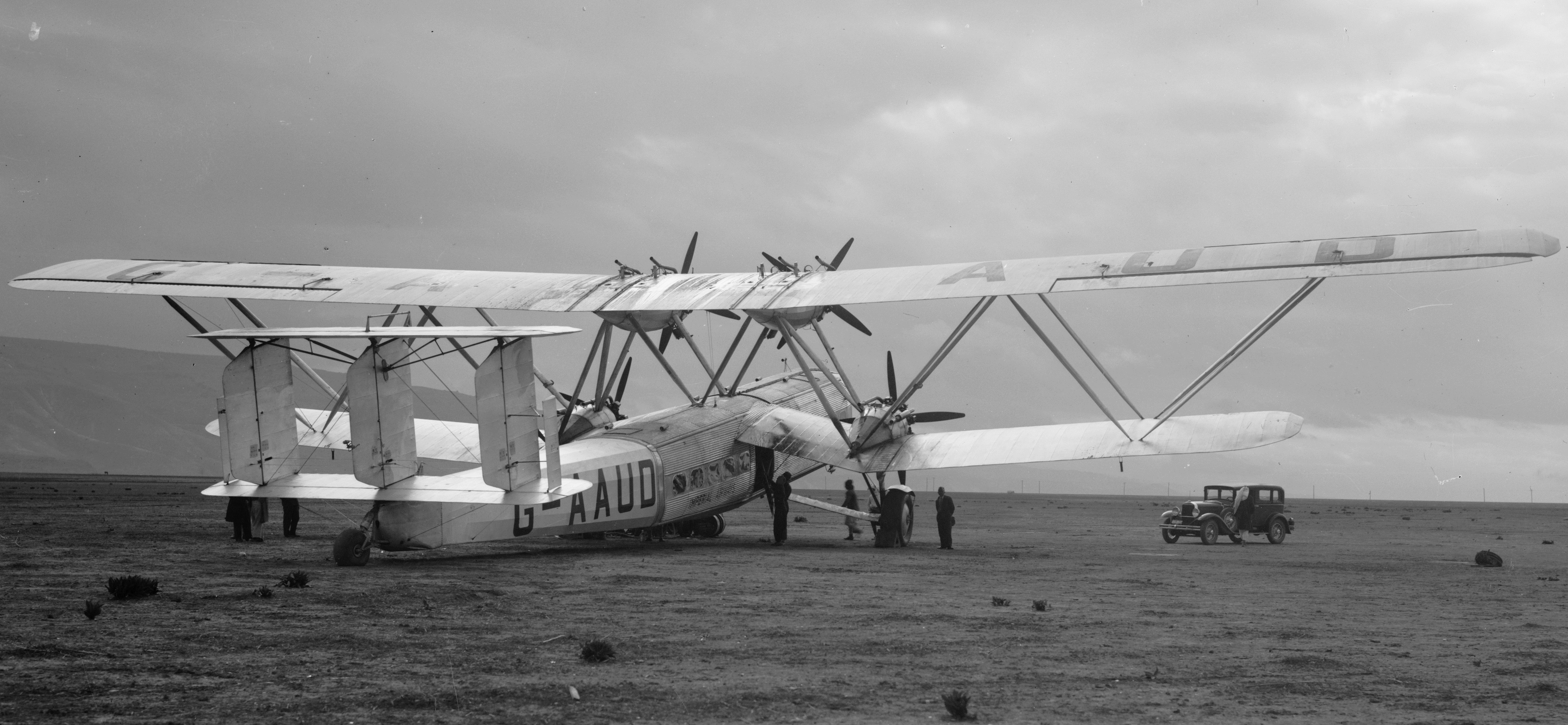
امپریال ایرویز هندلی صفحه HP42. هانو در سال ۱۹۳۱

در ۳۱ مارس ۱۹۲۴، چهار خط هوایی پیشگام بریتانیا که در دوره بلافاصله پس از جنگ شروع به کار کردند حمل و نقل صفحه هندلی، شرکت ناوبری هوایی دریایی بریتانیا با مسئولیت محدود، دایملر ایرویز و خط هوایی اینستون - برای تشکیل امپریال ایرویز لیمیتد، امپراتوری بریتانیا به هند، برخی از مناطق آفریقا و بعداً به کانبرا، استرالیا شدند. در همین حال، تعدادی از شرکت‌های کوچک‌تر حمل‌ونقل هوایی بریتانیا شروع به فعالیت کرده بودند، و تا سال 1935 از آنها ادغام شدند و شرکت خصوصی اصلی بریتیش ایرویز با مسئولیت محدود را برای تشکیل شرکت هواپیمایی خارج از کشور بریتانیا (BOAC) تشکیل دادند. .
پس از جنگ، BOAC به اجرای اکثر خدمات مسافت طولانی در بریتانیا، به غیر از مسیرهای آمریکای جنوبی ادامه داد. اینها توسط بریتیش ساوث آمریکن ایرویز پرواز کردند که در سال ۱۹۴۹ به BOAC ادغام شد پروازهای اروپای قاره ای و داخلی توسط یک شرکت هواپیمایی ملی جدید به نام بریتیش یوروپین ایرویز (BEA) انجام می‌شد که به‌طور اجباری خدمات برنامه‌ریزی شده خطوط هوایی مستقل موجود بریتانیا را بر عهده گرفت. در ۲ مه ۱۹۵۲، BOAC اولین شرکت هواپیمایی در جهان بود که هواپیماهای جت را به کار گرفت. اولین پرواز با د هویلند کامت ۱ از لندن تا ژوهانسبورگ بود. با این حال، معرفی د هویلند کامت با مشکلات ساختاری و حوادث مواجه شد، که منجر به خروج آن در سال ۱۹۵۴ و جایگزینی با مدل‌های ارتقا یافتهٔ د هویلند کامت ۴ در سال ۱۹۵۸ شد

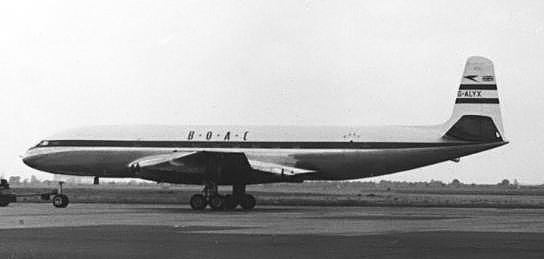
BOAC de Havilland Comet 1 در فرودگاه هیترو در سال ۱۹۵۳

### لیری‌های خاص
بریتیش ایرویز ۹ هواپیمای ایرباس A319 را به مناسبت بازی‌های المپیک تابستانی ۲۰۱۲ رنگ‌آمیزی کرد، قسمت جلویی آن با طرحی از رنگ طلایی رنگ آمیزی شد، و پرچم دم داکیرد چتم نیز در سایه طلایی رنگ آمیزی شد. هواپیماهایی که شعله المپیک را از آتن به لندن منتقل کردند نیز دارای رنگ زرد، نارنجی و طلایی متمایز هستند که به آن فایرفلای می‌گویند.
BA خدمات مستقیم بین هیترو لندن و چنگدو را در سال ۲۰۱۳ راه اندازی کرد. برای جشن گرفتن، جلوی یک بوئینگ ۷۷۷ شبیه به یک پاندا غول پیکر نقاشی شد. فرکانس خدمات به چنگدو در سال ۲۰۱۴ قبل از تعلیق در سال ۲۰۱۷ کاهش یافت.
در سال ۲۰۲۱، BA یک ایرباس خانواده ای۳۲۰نئو (G-TTNA) را با رنگی که آن را «دنیای بهتر» می‌نامید، رنگ‌آمیزی کرد، با استفاده از دو سایه آبی برای نشان دادن پرچم دم چاتم داکیرد و افزودن یک پوشش هماهنگ به نیمه جلوی هواپیما و محفظه‌های موتور آن. خط تسمه «مهم‌ترین سفر ما هنوز» تلاش‌های BA برای دستیابی به انتشار خالص صفر را تبلیغ می‌کند.
در سال ۲۰۱۹، BA اعلام کرد که قصد دارد یکی از هواپیماهای بوئینگ ۷۴۷ خود را مجدداً رنگ آمیزی کند و با طرحی که در آن هواپیماها بین سال‌های ۱۹۶۴ و ۱۹۷۴ استفاده شده بود، مطابقت داشته باشد رنگ برای جشن گرفتن صدمین سالگرد تأسیس این شرکت انتخاب شد که قدمت آن به تشکیل شرکت هواپیمایی حمل و نقل و سفر محدود در سال ۱۹۱۹ بازمی‌گردد. هواپیماهای دیگر قرار است دوباره به رنگ‌های قدیمی رنگ‌آمیزی شوند، اما تحویل هواپیماهای جدید به شکل فعلی «چاتام داکیارد» ادامه خواهد یافت.
با توجه به همه‌گیری جهانی کووید-۱۹، بریتیش ایرویز اعلام کرد که ناوگان باقیمانده بوئینگ ۷۴۷ خود را در ژوئیه ۲۰۲۰ بازنشسته می‌کند هواپیمای رتروجت 'Negus' livery 747، G-CIVB، توسط فرودگاه کاتسوولد با هزینه اسمی £۱ در اکتبر ۲۰۲۰ خریداری شد و با هزینه £۵۰۰٬۰۰۰ به یک مکان «هواپیما مهمانی» تبدیل شد.